# Рябчик руський
Ря́бчик ру́ський (Fritillaria ruthenica) — багаторічна рослина родини лілійних, також відома під народними назвами медо́к, микола́йчики. 

## Етимологія
Видова назва рябчика руського вказує на ареал, межа якого на момент опису рослини збігалася зі східними кордонами України, яку у XIII—XIX століттях західні історики називали Рутенією (лат. Ruthenia на відміну від Росії — лат. Muscovia). В російськомовних джерелах з огляду на фонетичну схожість термін «руський» неправильно перекладають як «російський» (рос. русский), в той час як насправді «російський» на латині буде «rossica».

### Синоніми
- Corona leucantha Fisch. ex Graham (1828)
- Fritillaria heterophylla Sol. ex Baker (1874)
- Fritillaria minor Ledeb. (1830)[1]

## Опис

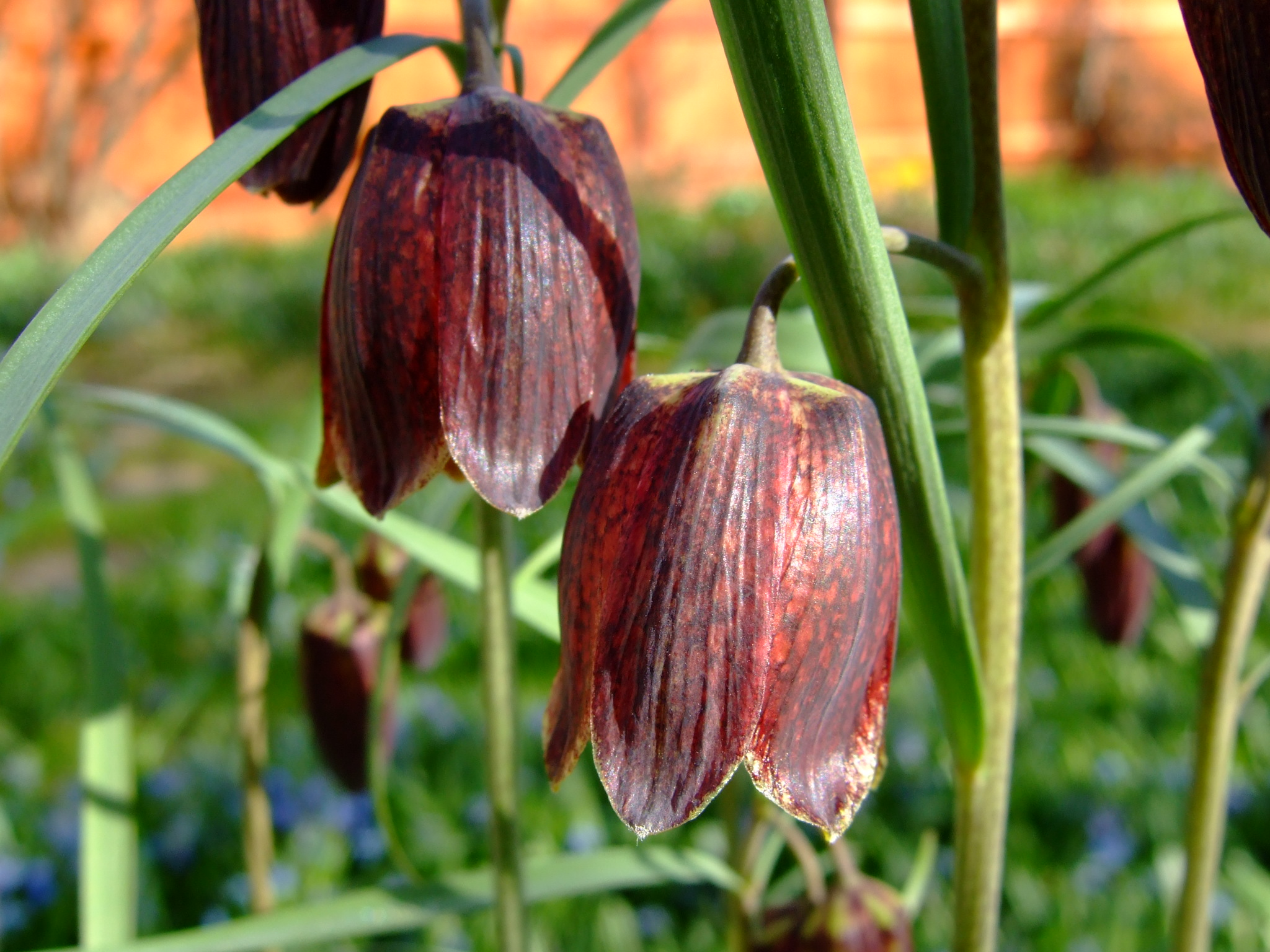
Квітки великим планом

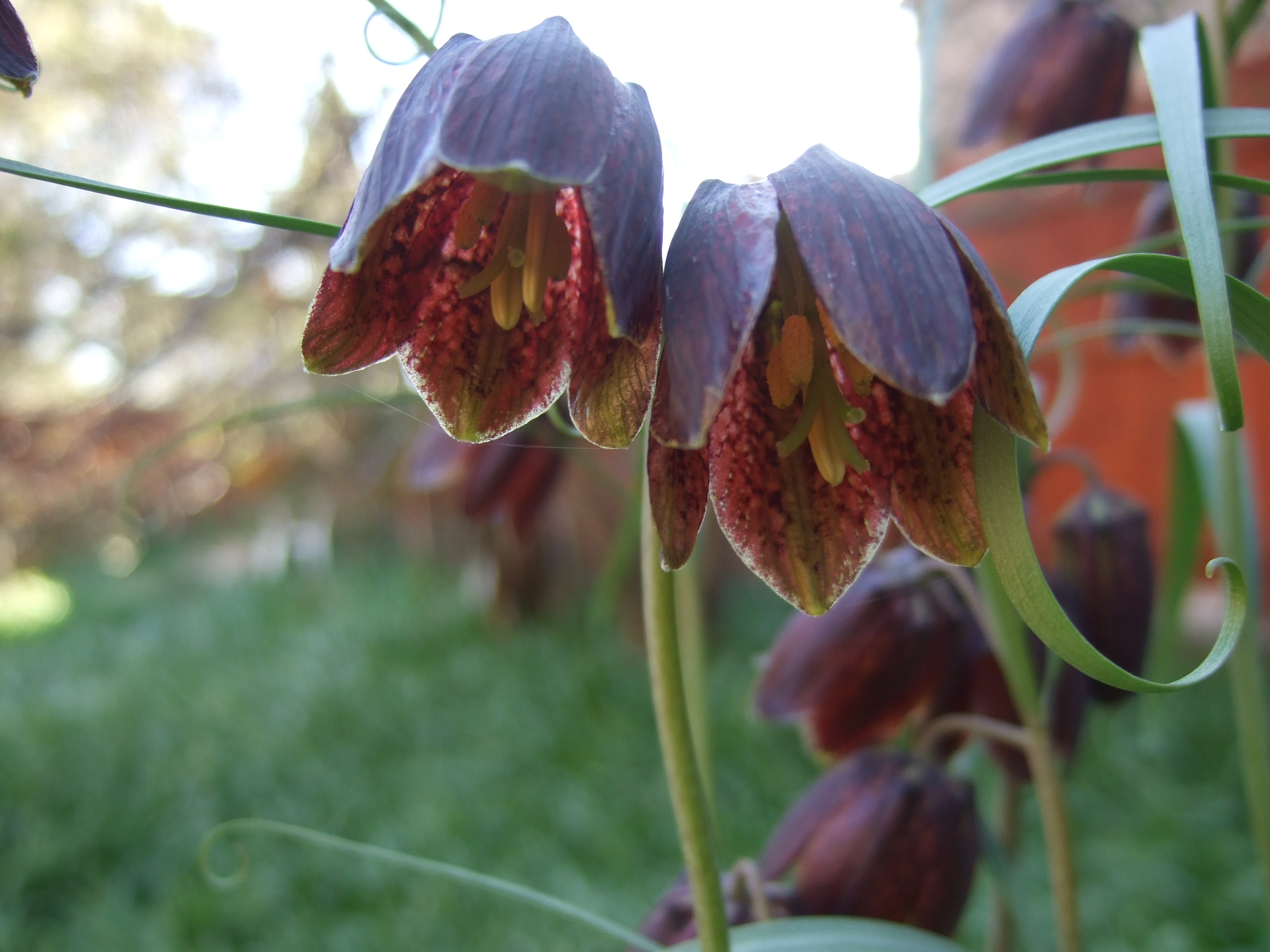
Вигляд квіток зсередини

Трав'яниста рослина 20—60 см заввишки. Бульбоцибулина завширшки до 1 см, куляста або сплюснуто-яйцеподібна, у генеративних особин складається з 2—3 м'ясистих лусок, між якими заховані бруньки поновлення («дітки»). Стебло прямостояче, голе, гладке, від середини до верхівки улиснене, причому листки густішають у його другій третині. Листків 10—20, вони блакитно-зелені, лінійні, сидячі. Нижні і верхні листки супротивні або кільчасті, середні чергові, 6—9 см завдовжки і 3—5 мм завширшки. Середні листки лінійні, завдовжки 3—9 см, завширшки 3—5 мм, верхні листки зближені, майже ниткоподібні з дуже тонкими, спірально закрученими і чіпкими верхівками. Оскільки тонкі стебла рябчика руського не утворюють стійкої опори, ця рослина нерідко підтримує вертикальне положення, обвиваючи вусикоподібним листям стебла прямостоячих трав.
Суцвіття — верхівкова китиця, що складається з 1—5 актиноморфних, пониклих, дзвоникуватих квіток. Оцвітина тричленна, роздільнопелюсткова, складається з 6 листочків. Вони овальні або еліптичні, тупі, 2—3,2 см завдовжки, зовні темно-пурпурові або вишнево-коричневі, з невиразним шахово-сітчастим малюнком, зсередини жовтуваті з зеленкуватою смугою по центру. Біля основи кожної пелюстки помітна вдавлена медова ямка. Тичинок також 6, вони майже вдвічі коротші за листочки оцвітини й коротші за маточку; пиляки жовті. Маточка з трьома приймочками.
Плід — крилата шестигранна коробочка з тупою верхівкою, завдовжки 1,5—3,5 см, завширшки до 2 см. Гнізда плода розкриваються розривом.

### Визначення
Морфологічно наближений до цього таксона рябчик шаховий. До ознак, які дозволяють безпомилково відрізнити рябчик руський від спорідненого виду належать скупчені верхні листки, витка верхівка стебла та шестигранна коробочка з крилатими ребрами.

## Поширення
Ареал цього виду доволі широкий і охоплює Східну Європу, Кавказ, Середню Азію, Джунгарію, Західний Сибір, Алтай. 
В Україні трапляється розсіянно в лісостеповій і степовій зонах, переважно в лівобережних та південних областях.
У Запорізькій області зустрічається виключно в порожистій (скелястій) частині долини Дніпра, пов'язаній з виходами на денну поверхню докембрійських гранітів Українського кристалічного щита. 

## Екологія
Рябчик руський — цибулинний пучкокореневий геофіт, за сезонним життєвим циклом належить до пізньовесняних ефемероїдів.
Рослина відносно світлолюбна, але здатна витримувати невелике затінення ( сціогеліофіт), помірно посухостійка (ксеромезофіт), морозостійка (витримує пониження температури до −35 °C). Віддає перевагу добре дренованим та плодючим ґрунтам (мегатроф).
Зростає на кам'янистих схилах з лужними і кислими ґрунтами, серед чагарників, по берегах річок, на луках (в тому числі й остепнених), галявинах, узліссях соснових борів, в байрачних лісах і, навіть, в робінієвих насадженнях та дібровах, розташованих на піщаних ділянках. 
Більшість популяцій в Україні ізольовані, невеликі за площею і чисельністю (1—10 особин на 1 м²), втім у Луганській області щільність деяких популяцій становить 12—75 особин на 1 м²..
Вегетація триває в середньому 80 діб. Розмножується насінням та вегетативно відокремленням дочірніх цибулинок. Цвітіння відбувається у квітні—травні, запилюється комахами (ентомофілія) і вітром (анемофілія). Плодоносить у травні—липні, невдовзі після плодоношення вегетація завершується. Насіння поширюється при розгойдуванні коробочок (автохорія). Насінини мають невеликий зародок, тому проростають повільно. Бульбоцибулини змінюються щороку. Перше цвітіння сіянців відбувається у віці 5—6 років і щорічно повторюється до 10—15 років. Надалі частина лусок утворює дочірні цибулинки, які розвиваються вдвічі швидше, ніж материнські особини.

## Охоронний статус
Вид занесений до Червоної книги України (вразливий вид), перебуває також під охороною в деяких інших країнах ареалу.
Рябчик руський потерпає від розорювання степів, осушування земель, весняних палів, а також від збирання квітів для букетів та викопування цибулин. За відсутності антропогенного навантаження рослини добре відновлюються і можуть бути інтродуковані у вторинні біоценози.. На території Пирятинського національного парку життєздатність популяцій залежить більше від ценотичних умов, ніж від антропогенного впливу..
Охороняється в національних парках «Святі Гори» і «Пирятинський», в заповідниках Луганському (філії «Стрільцівський степ», «Станично-Луганське»), Українському степовому (філії «Михайлівська цілина», «Крейдяна флора»), Канівському, Національному заповіднику «Хортиця». Вирощується в ботанічних садах Києва, Кривого Рогу, Харкова, Донецька, дендропарку «Софіївка».

## Практичне значення
Рябчик руський використовують перш за все як декоративну рослину. Його строкаті квіти привабливо виглядають як в альпінаріях, так і при аранжуванні з іншими рослинами в букетах. Насіння висівають в будь-який час, але проростає воно лише навесні після періоду стратифікації.
В народній медицині використовують бульбоцибулини. З них готують відвари, настоянки або вживають сирими як протикашльовий засіб.
З 1 липня 2012 року рябчик руський зображується на гербі міста Серпухов (Росія).

## Галерея
Запорізька область

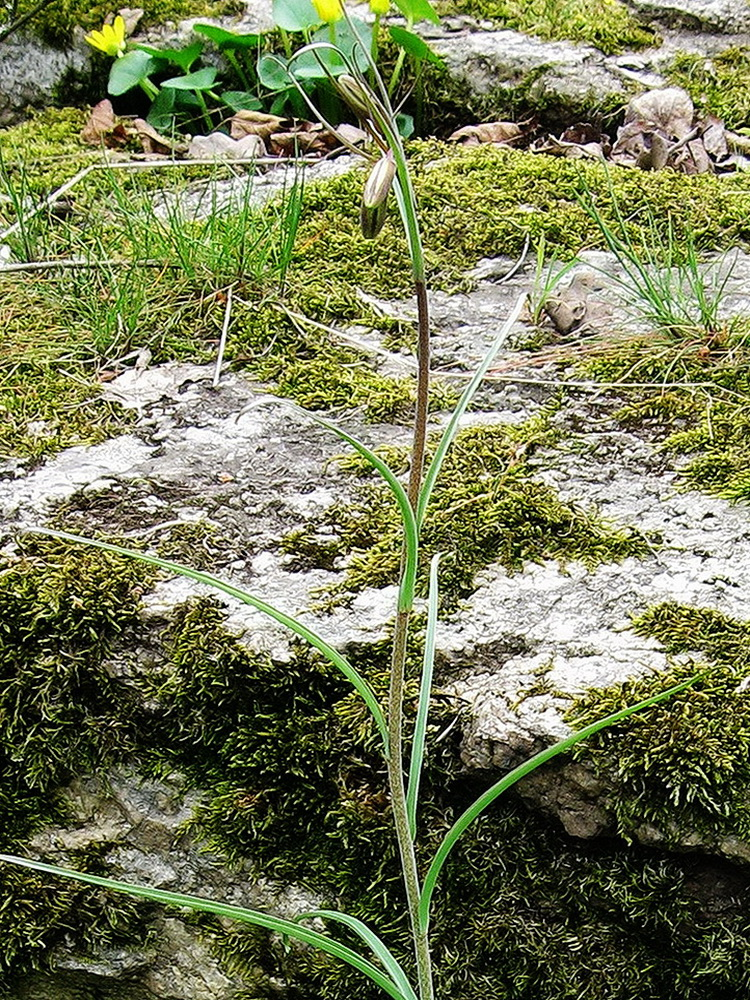
У стадії бутону. Острів Хортиця
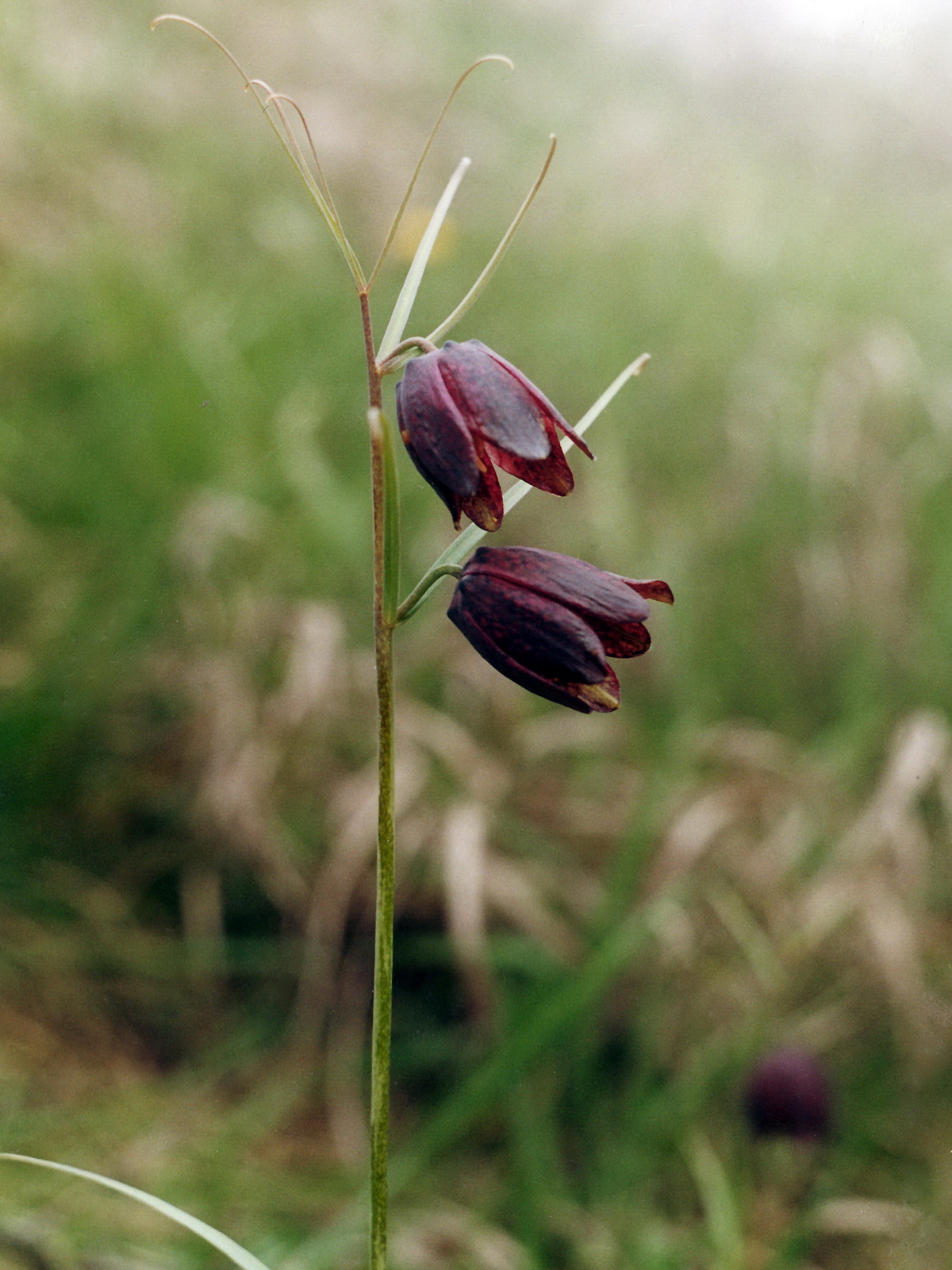
У долині р. Верхня Хортиця
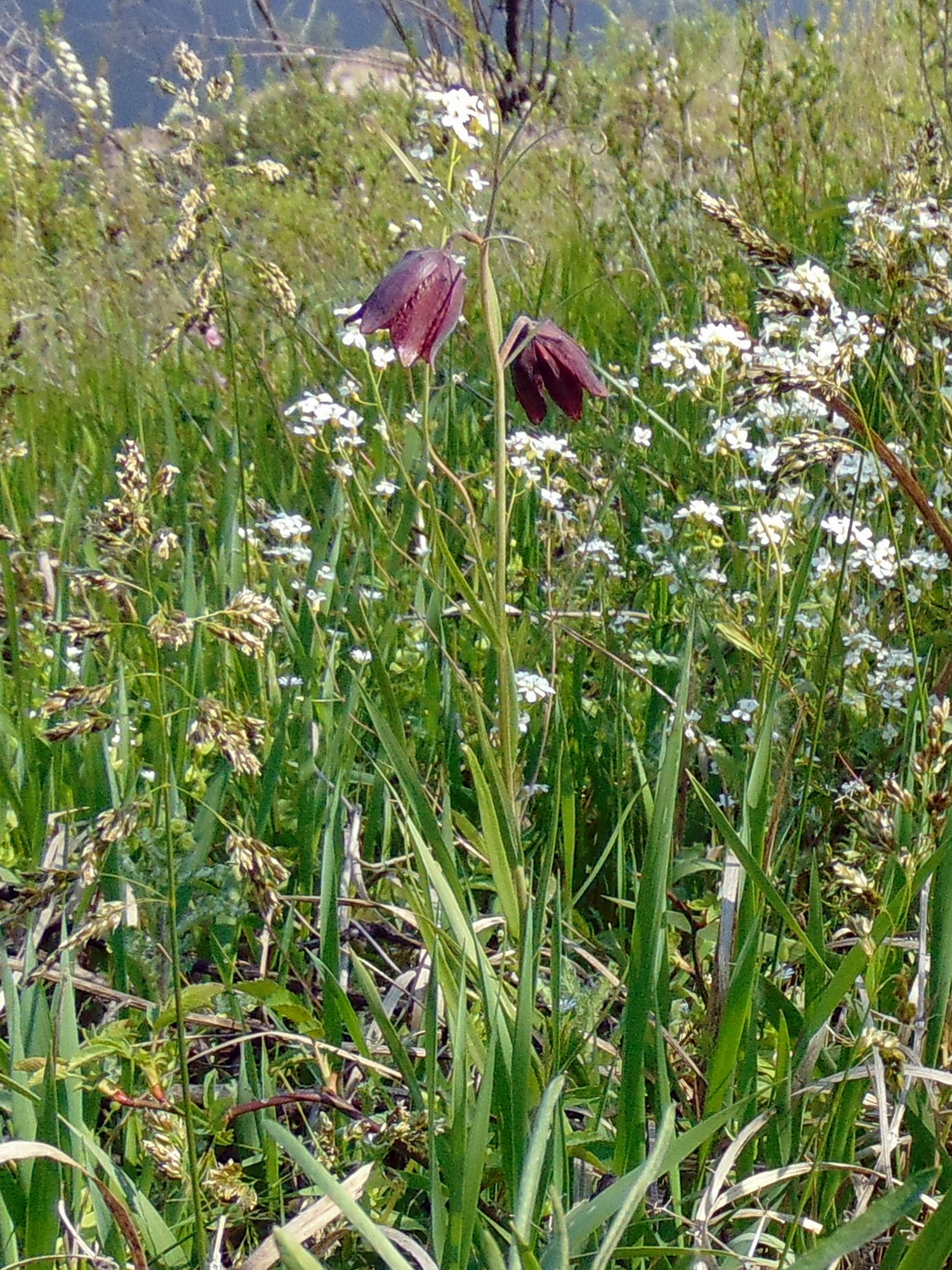
Запоріжжя. Правий берег
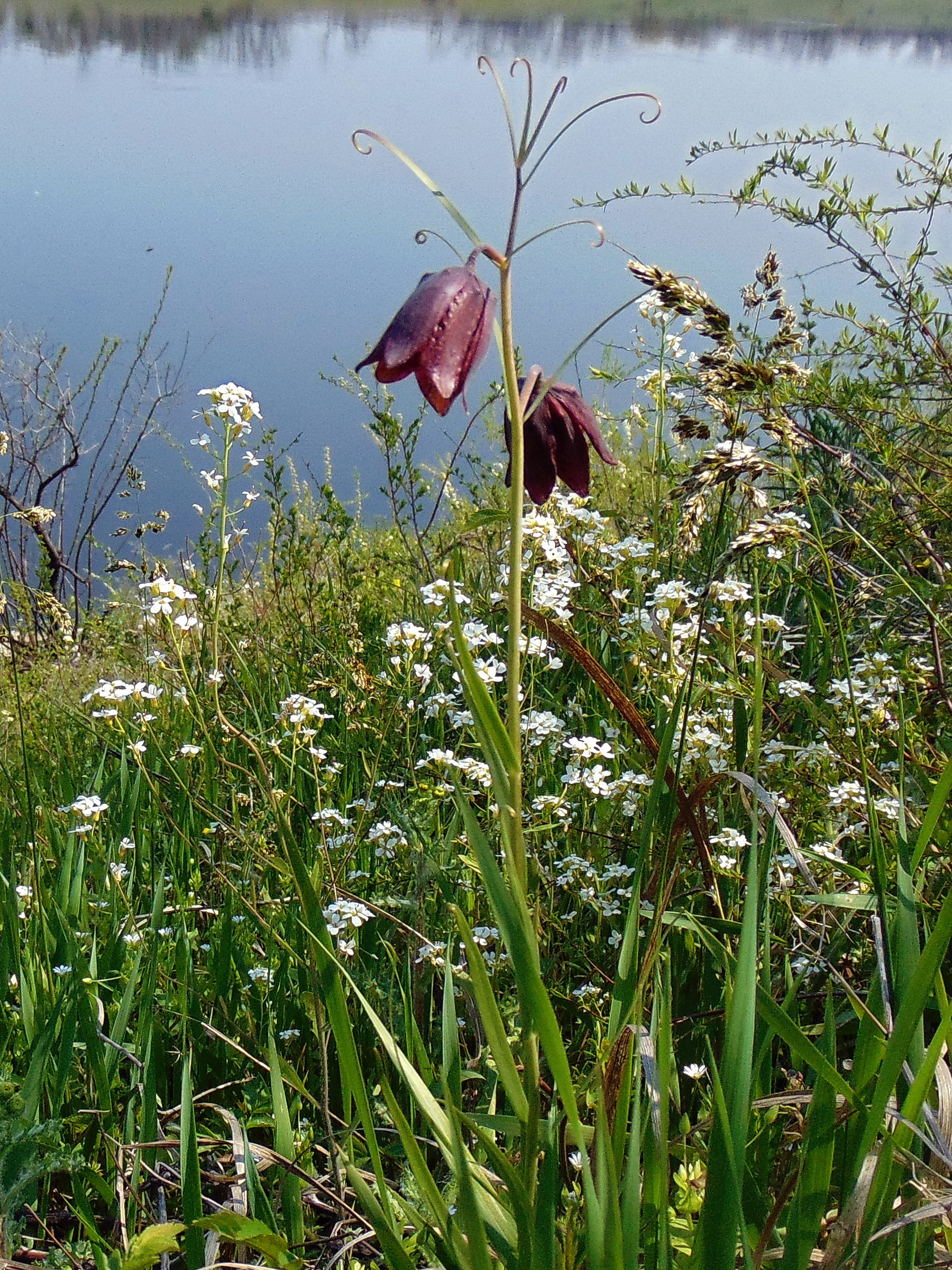
Запоріжжя. Хортицький район
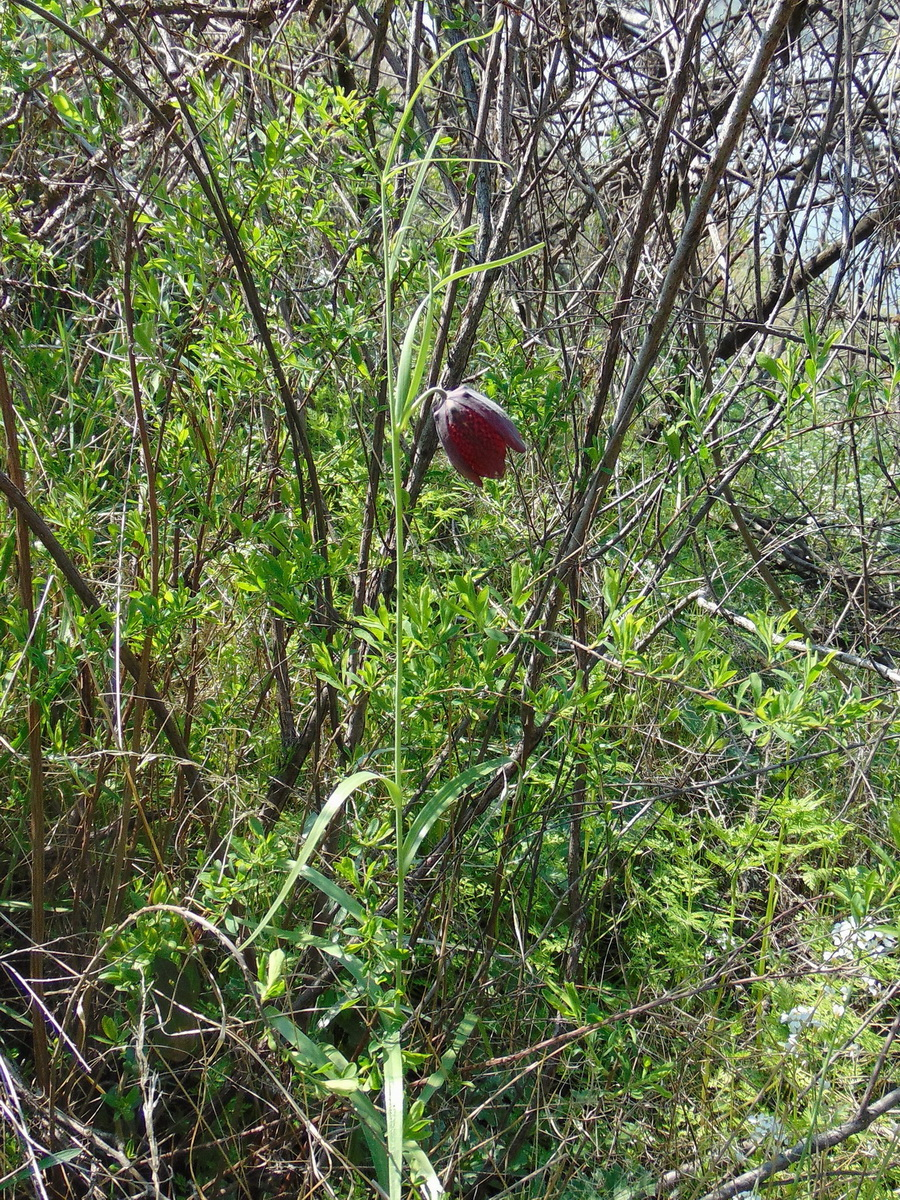
Серед петрофітного чагарнику